# Béchar
Béchar là một đô thị thuộc tỉnh Béchar, Algérie. Dân số thời điểm năm 2002 là 134.954 người.

## Khí hậu
Béchar có khí hậu sa mạc nóng (phân loại khí hậu Köppen BWh).
| Dữ liệu khí hậu của Béchar                    | Dữ liệu khí hậu của Béchar | Dữ liệu khí hậu của Béchar | Dữ liệu khí hậu của Béchar | Dữ liệu khí hậu của Béchar | Dữ liệu khí hậu của Béchar | Dữ liệu khí hậu của Béchar | Dữ liệu khí hậu của Béchar | Dữ liệu khí hậu của Béchar | Dữ liệu khí hậu của Béchar | Dữ liệu khí hậu của Béchar | Dữ liệu khí hậu của Béchar | Dữ liệu khí hậu của Béchar | Dữ liệu khí hậu của Béchar |
| Tháng                                         | 1                          | 2                          | 3                          | 4                          | 5                          | 6                          | 7                          | 8                          | 9                          | 10                         | 11                         | 12                         | Năm                        |
| --------------------------------------------- | -------------------------- | -------------------------- | -------------------------- | -------------------------- | -------------------------- | -------------------------- | -------------------------- | -------------------------- | -------------------------- | -------------------------- | -------------------------- | -------------------------- | -------------------------- |
| Cao kỉ lục °C (°F)                            | 27.2 (81.0)                | 31.2 (88.2)                | 38.0 (100.4)               | 37.0 (98.6)                | 41.2 (106.2)               | 43.4 (110.1)               | 45.0 (113.0)               | 47.8 (118.0)               | 41.0 (105.8)               | 37.7 (99.9)                | 30.5 (86.9)                | 27.8 (82.0)                | 47.8 (118.0)               |
| Trung bình ngày tối đa °C (°F)                | 15.9 (60.6)                | 18.8 (65.8)                | 22.4 (72.3)                | 26.2 (79.2)                | 30.6 (87.1)                | 36.5 (97.7)                | 40.1 (104.2)               | 39.2 (102.6)               | 34.2 (93.6)                | 27.5 (81.5)                | 20.9 (69.6)                | 17.0 (62.6)                | 27.4 (81.3)                |
| Trung bình ngày °C (°F)                       | 9.7 (49.5)                 | 12.4 (54.3)                | 16.1 (61.0)                | 20.0 (68.0)                | 24.5 (76.1)                | 30.0 (86.0)                | 33.5 (92.3)                | 32.9 (91.2)                | 28.1 (82.6)                | 21.6 (70.9)                | 15.1 (59.2)                | 10.9 (51.6)                | 21.2 (70.2)                |
| Tối thiểu trung bình ngày °C (°F)             | 3.5 (38.3)                 | 6.0 (42.8)                 | 9.8 (49.6)                 | 13.7 (56.7)                | 18.3 (64.9)                | 23.5 (74.3)                | 26.9 (80.4)                | 26.5 (79.7)                | 21.9 (71.4)                | 15.6 (60.1)                | 9.2 (48.6)                 | 4.8 (40.6)                 | 15.0 (59.0)                |
| Thấp kỉ lục °C (°F)                           | −4.8 (23.4)                | −4.0 (24.8)                | 0.2 (32.4)                 | 4.0 (39.2)                 | 7.8 (46.0)                 | 10.1 (50.2)                | 17.8 (64.0)                | 17.0 (62.6)                | 12.0 (53.6)                | 5.9 (42.6)                 | −0.1 (31.8)                | −3.9 (25.0)                | −4.8 (23.4)                |
| Lượng Giáng thủy trung bình mm (inches)       | 9.0 (0.35)                 | 8.5 (0.33)                 | 8.8 (0.35)                 | 7.5 (0.30)                 | 5.3 (0.21)                 | 5.0 (0.20)                 | 0.7 (0.03)                 | 2.0 (0.08)                 | 7.4 (0.29)                 | 10.6 (0.42)                | 13.6 (0.54)                | 8.2 (0.32)                 | 86.6 (3.41)                |
| Số ngày giáng thủy trung bình (≥ 0.1 mm)      | 2.4                        | 2.4                        | 2.4                        | 1.9                        | 2.0                        | 1.6                        | 0.8                        | 1.4                        | 3.2                        | 3.2                        | 2.4                        | 2.1                        | 25.8                       |
| Độ ẩm tương đối trung bình (%)                | 43                         | 34                         | 28                         | 25                         | 21                         | 19                         | 15                         | 17                         | 24                         | 31                         | 40                         | 45                         | 29                         |
| Số giờ nắng trung bình tháng                  | 245                        | 249                        | 304                        | 316                        | 348                        | 348                        | 361                        | 335                        | 297                        | 280                        | 236                        | 240                        | 3.559                      |
| Nguồn 1: Tổ chức Khí tượng Thế giới           |                            |                            |                            |                            |                            |                            |                            |                            |                            |                            |                            |                            |                            |
| Nguồn 2: Viện Khí tượng Đan Mạch Meteo Climat |                            |                            |                            |                            |                            |                            |                            |                            |                            |                            |                            |                            |                            |